# Бриниця-Суха
Бриниця-Суха (пол. Brynica Sucha) — село в Польщі, у гміні Єнджеюв Єнджейовського повіту Свентокшиського воєводства.
Населення — 193 особи (2011).
У 1975-1998 роках село належало до Келецького воєводства.

## Демографія
Демографічна структура на день 31 березня 2011 року:
|          | Загалом | Допрацездатний вік | Працездатний вік | Постпрацездатний вік |
| -------- | ------- | ------------------ | ---------------- | -------------------- |
| Чоловіки | 98      | 23                 | 63               | 12                   |
| Жінки    | 95      | 25                 | 42               | 28                   |
| Разом    | 193     | 48                 | 105              | 40                   |